# Hermann Rudolph (Architekt)

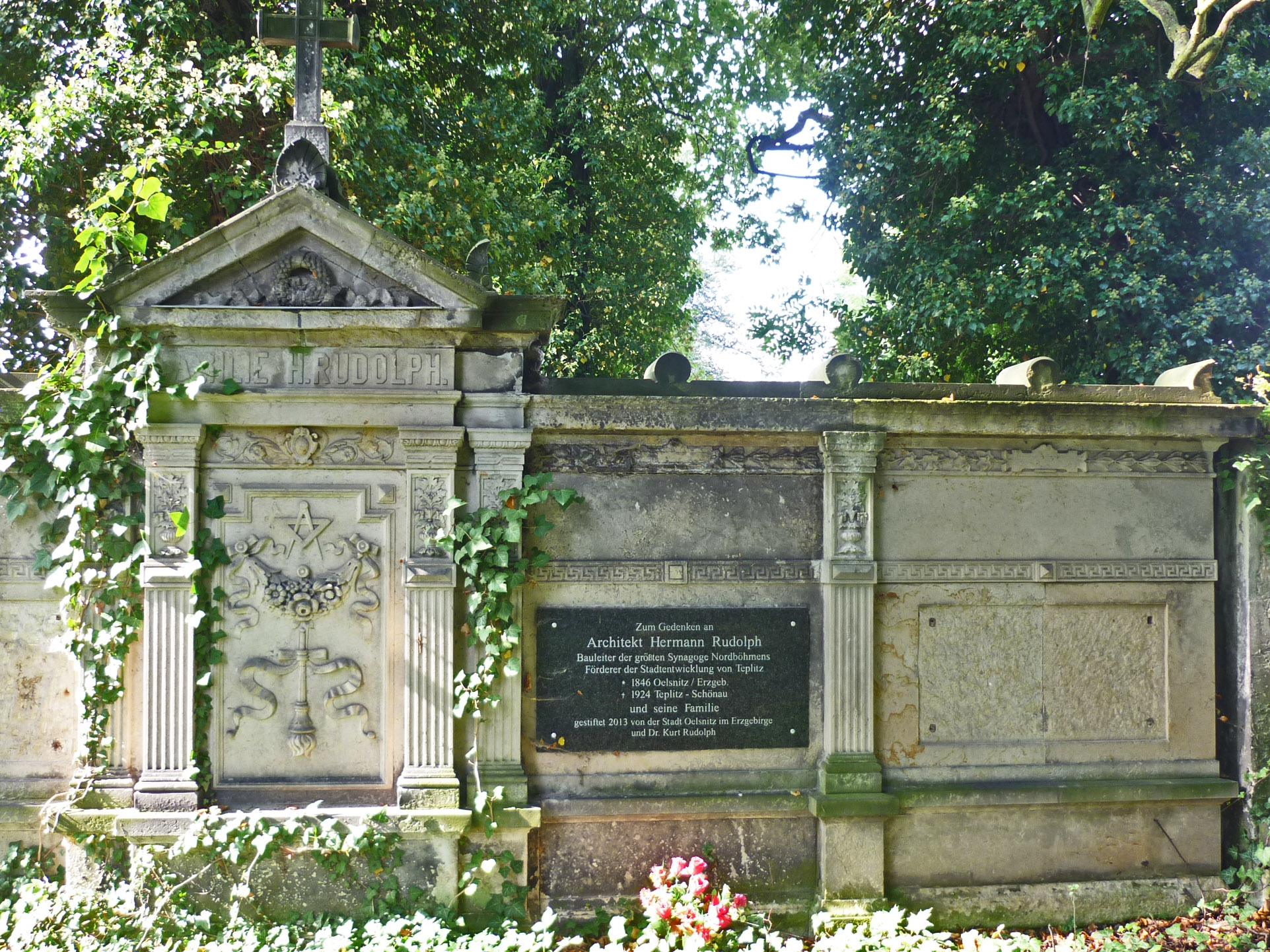
Familiengruft Rudolph mit Gedenktafel in Teplitz (Foto 2014)

Hermann Rudolph (* 5. Dezember 1846 in Oelsnitz im Erzgebirge; † 30. April 1924 in Teplitz-Schönau, Tschechoslowakei; vollständiger Name Carl Herrmann Eduard Rudolph, Schreibweise des Rufnamens später in Hermann geändert) war ein deutscher Architekt, der ab 1872 in Böhmen ansässig und tätig war.

## Leben
Hermann Rudolph besuchte von 1852 bis 1861 die Obere Schule in Oelsnitz. Nach der Schulzeit begann er eine Lehre in einer Zimmerei in Lichtenstein/Sa. Anschließend studierte er an der Baugewerkschule Holzminden und ab 1868 an der Kunstakademie Dresden, wo er mit Auszeichnung abschloss.
Rudolph arbeitete zunächst im Dresdner Architekturbüro von Bernhard Schreiber und war am Bau des Albert-Theaters und des Palais Kap-herr in Dresden beteiligt, bevor er 1872 die Bauleitung für das Teplitzer Stadttheater übernahm. 
1874 ließ sich Hermann Rudolph als freier Architekt in Teplitz nieder. Er heiratete 1875 Johanna Auguste geborene Stey, mit der er drei Kinder hatte. Eine Tochter, Johanna Emilie Rudolph (1876–1947), heiratete 1910 Hermann Dudek († 1910), einen der Söhne des Fabrikbesitzers der Zinkweißhütte Bernsdorf Josef Hermann Dudek. 1875 entwarf er die neue Teplitzer Synagoge, die unter seiner Bauleitung 1882 fertiggestellt wurde. Außer seiner beruflichen Tätigkeit als Architekt betätigte sich Rudolph mit seinem Schwager Richard Baldauf als Bergwerksunternehmer und betrieb ab 1891 das Baldauf-Rudolph'sche Braunkohlenwerk in Sobrusan. Außerdem war Hermann Rudolph Stadtverordneter in Teplitz und betätigte sich als Mäzen, u. a. für die Teplitzer Museumsgesellschaft und als Stifter des Hermann-Rudolph-Brunnens in seiner Geburtsstadt Oelsnitz. Für seine Familie schuf er 1915 die Villa Rudolph, Elisabethstraße 39 (heute ul. Chelčického) in Teplitz, in der er auch verstarb.
Rudolph wurde auf dem Städtischen Friedhof in Teplice beigesetzt. Seine Grabstätte wurde 2013 mit einer Gedenktafel versehen.

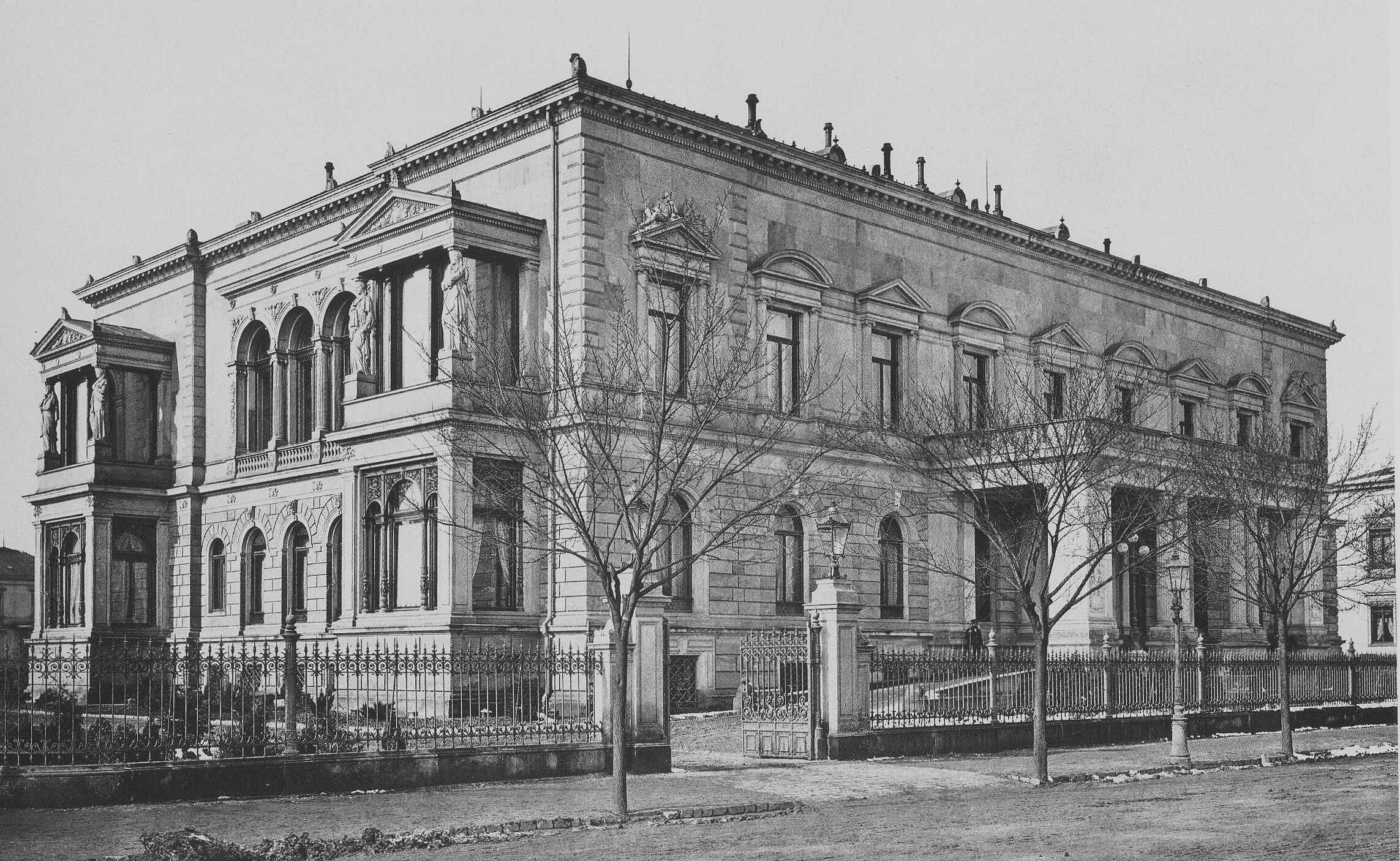
Palais Kap-herr (1945 ausgebrannt später abgerissen)
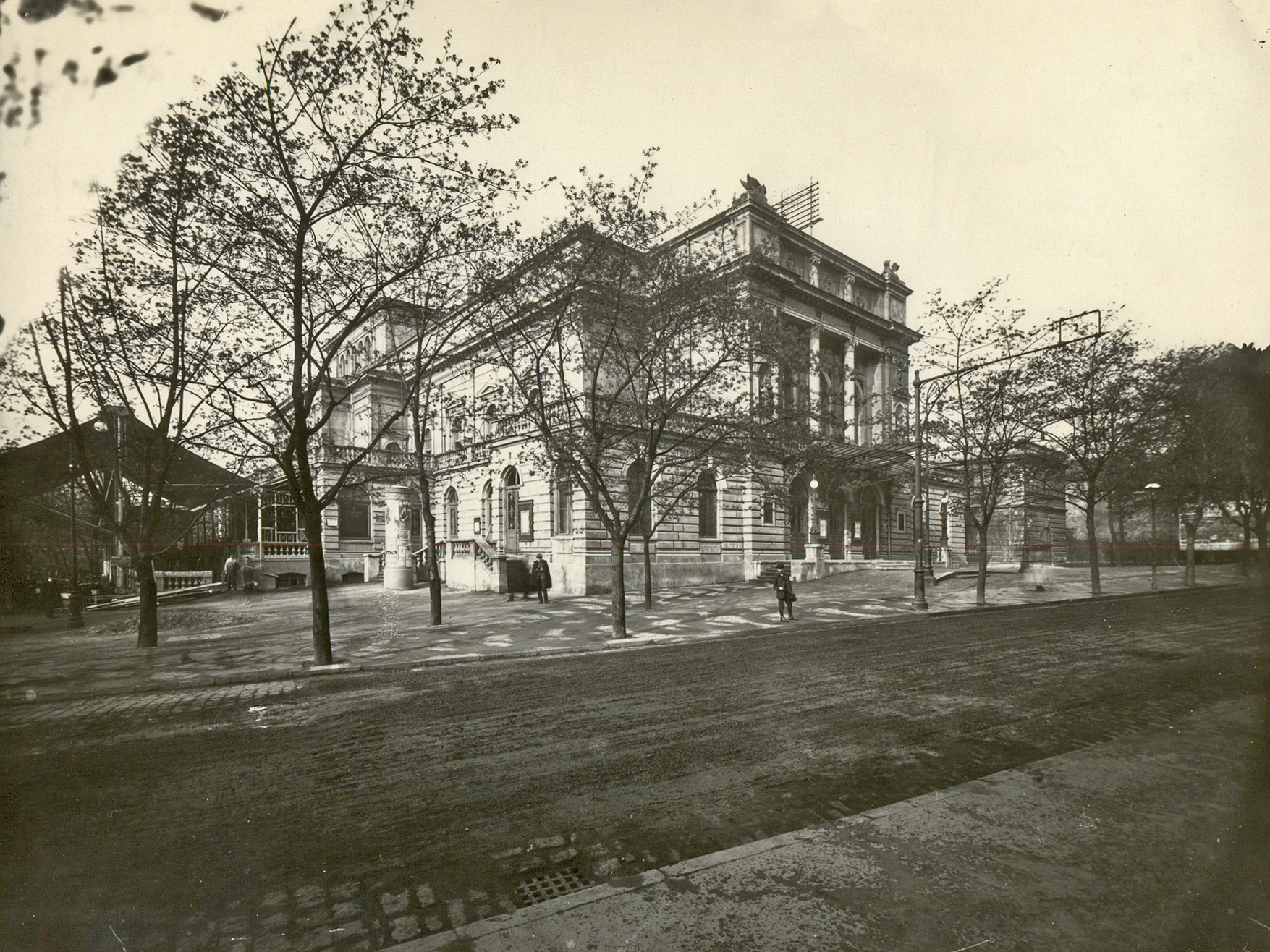
Stadttheater Teplitz (1919 durch Brand zerstört)
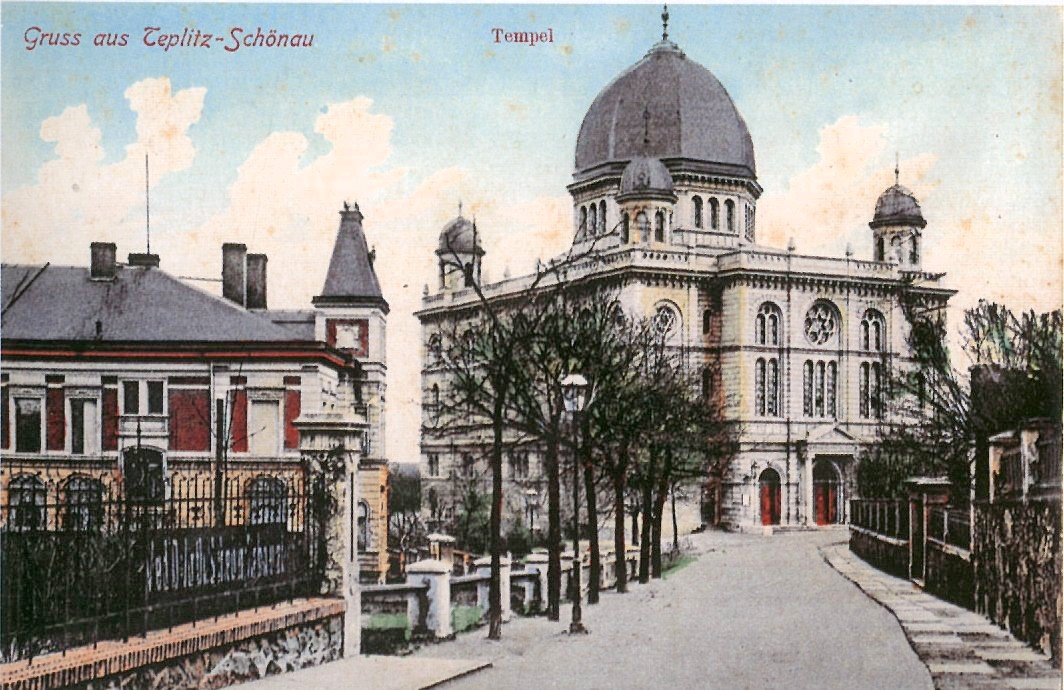
Neue Synagoge in Teplitz (1939 durch Brandstiftung zerstört)
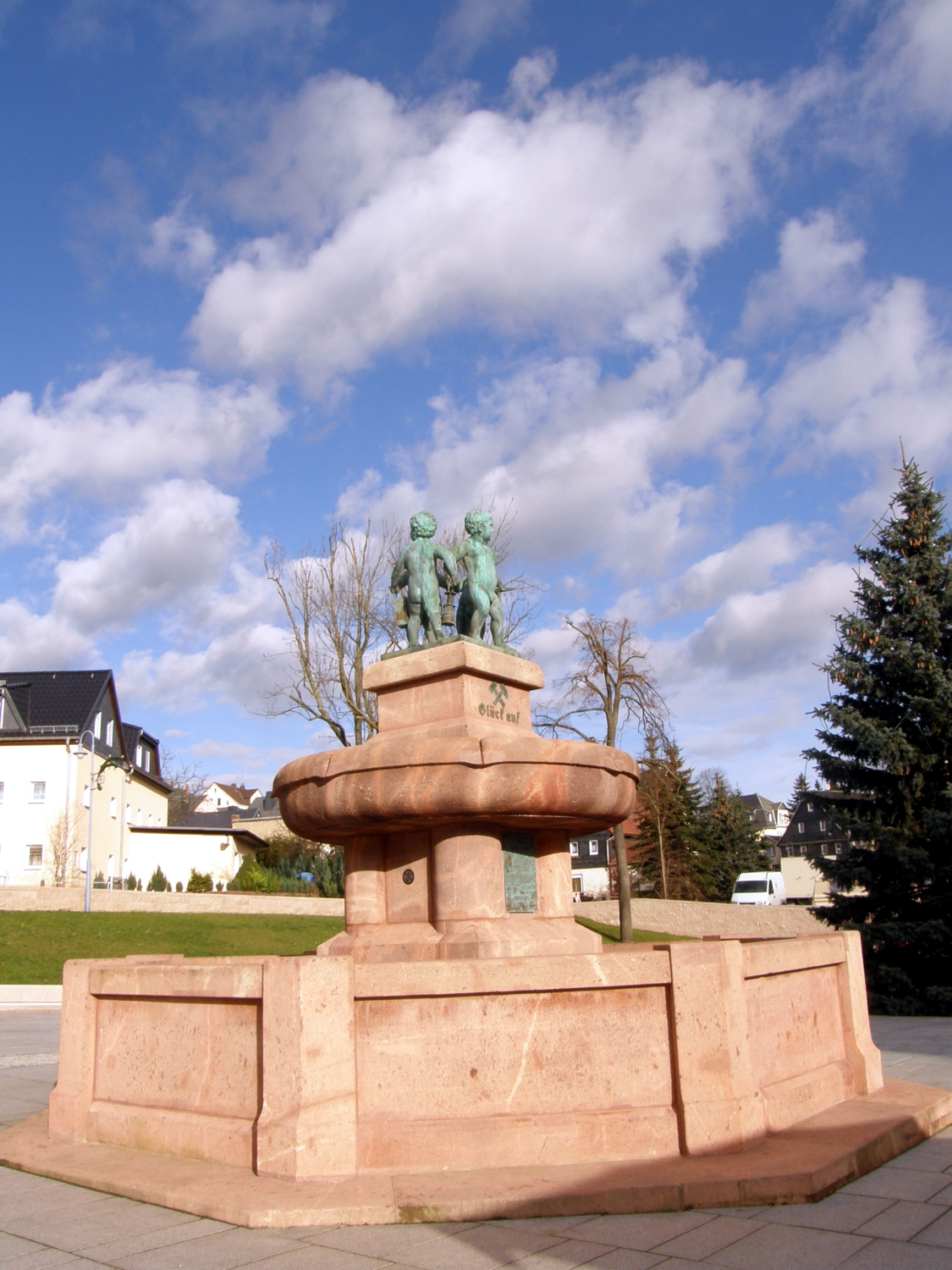
Hermann-Rudolph-Brunnen in Oelsnitz (2009 saniert)